# Alpes del Sur

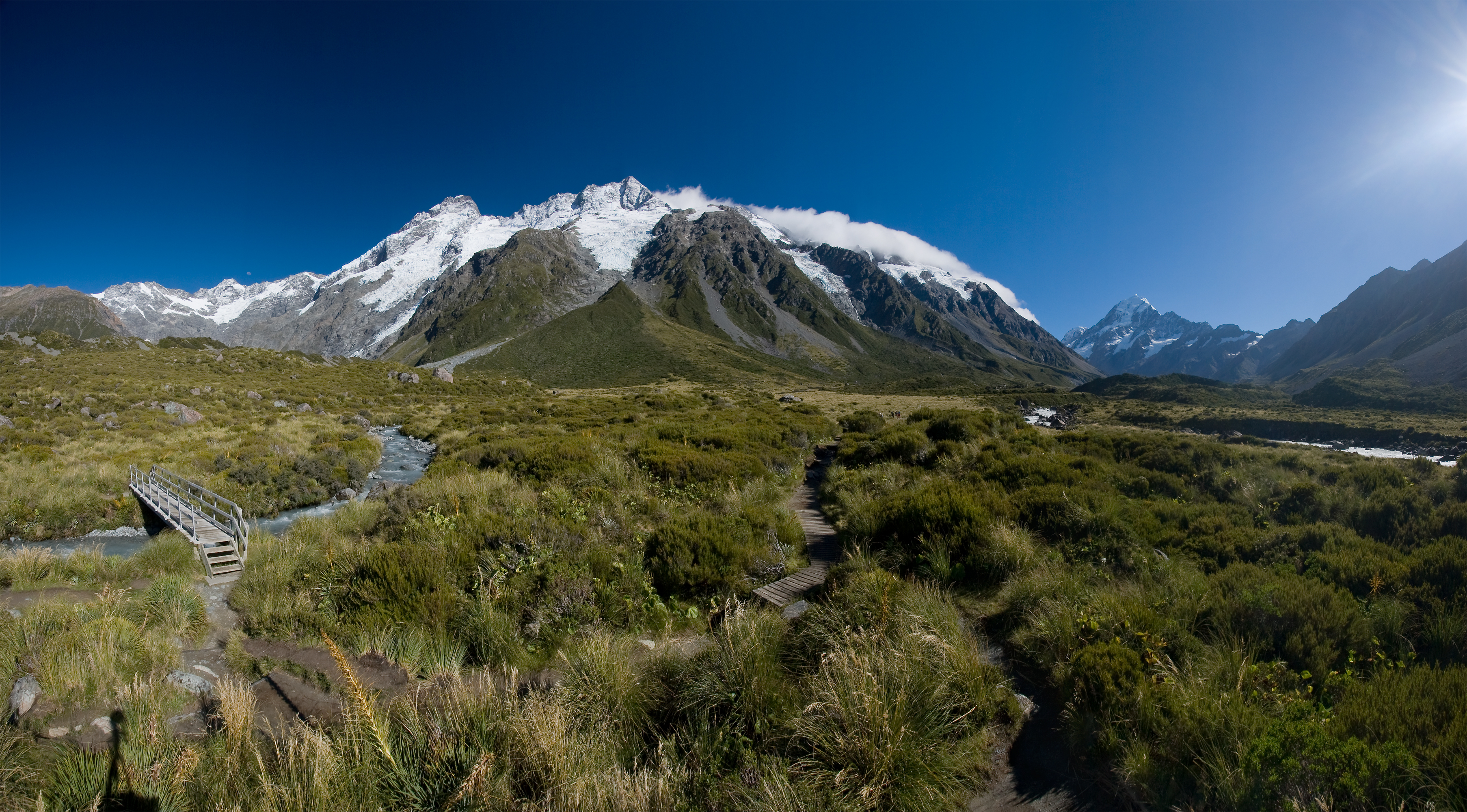
Paisaje de los Alpes Neozelandeses desde las Llanuras de Canterbury.

Los Alpes del Sur (Southern Alps en inglés) o Alpes Neozelandeses es una cordillera que discurre a lo largo del lado occidental de la isla del Sur de Nueva Zelanda. Constituye una barrera natural a todo lo largo de dicha isla, lo que dificulta la comunicación entre la costa oeste de la isla (Westland) y las Región de Canterbury, al este.

## Nombre
El término Alpes Neozelandeses se refiere generalmente a la cordillera entera, en tanto que se pueden dar nombres específicos a cadenas montañosas más pequeñas que forman parte de la cordillera. El punto más alto de la cordillera (y del país) es el monte Cook (Aoraki/Mount Cook según su nombre oficial en maorí e inglés), con 3754 metros.
Los Alpes del Sur fueron bautizados con ese nombre por el capitán Cook en 1770, que describió su "prodigiosa altura". Habían sido ya previamente registrados por Abel Tasman en 1642.
Tras la aprobación de la Ley de Resolución de Reclamaciones Ngāi Tahu de 1998, el nombre oficial de la cordillera se actualizó a Alpes del Sur / Kā Tiritiri o te Moana.

## Geografía
Los Alpes del Sur se extienden aproximadamente 500 km de noreste a suroeste. Su pico más alto es Aoraki/Monte Cook, el punto más alto de Nueva Zelanda con 3.724 metros (12.218 pies). Los Alpes del Sur incluyen otros dieciséis puntos que superan los 3.000 metros (9.800 pies) de altitud (ver montañas de Nueva Zelanda por altura). Las cadenas montañosas están divididas por valles glaciares, muchos de los cuales están llenos de lagos glaciares en el lado este, incluido el lago Coleridge en el norte y el lago Wakatipu en Otago en el sur. Según un inventario realizado a finales de la década de 1970, los Alpes del Sur contenían más de 3.000 glaciares de más de una hectárea de superficie, el más largo de los cuales, el glaciar Tasman, tiene 23,5 kilómetros (14,6 millas) de longitud y se ha retirado de un máximo reciente de 29 kilómetros (18 millas) que tenía en la década de 1960.
Los asentamientos incluyen Maruia Springs, un spa cerca de Lewis Pass, la localidad de Arthur's Pass y la Mount Cook Village.
Los principales cruces de los Alpes del Sur en la red de carreteras de Nueva Zelanda incluyen Lewis Pass (carretera SH 7), Arthur's Pass (carretera SH 73), Haast Pass (carretera SH 6) y la carretera a Milford Sound (carretera SH 94).

### Picos de los Alpes neozelandeses

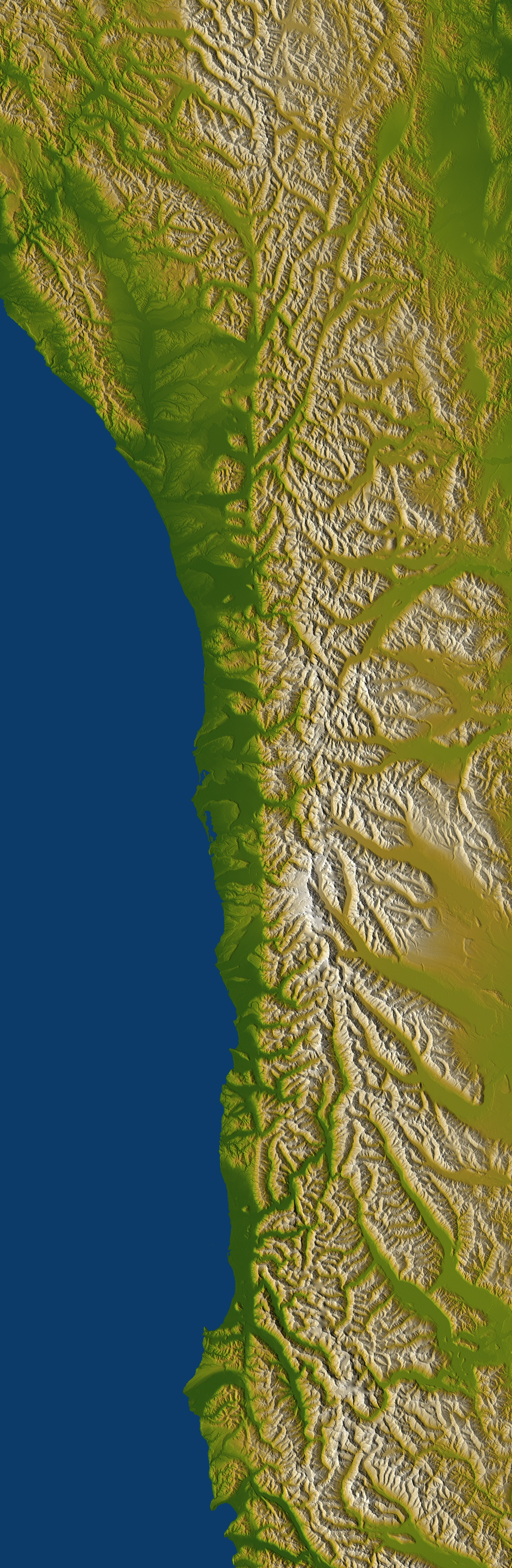
Imagen sombreada y coloreada de la Misión topográfica Radar Shuttle: muestra un modelo de elevación de la falla alpina de Nueva Zelanda que mide unos 500 km de largo.

Existen 17 picos en la cordillera que sobrepasan los 3000 metros de altura.
| Pico                   | Altura      |
| ---------------------- | ----------- |
| Aoraki/Mount Cook      | 3754 metros |
| Monte Tasman           | 3498 metros |
| Monte Dampier/Rakiroa  | 3440 metros |
| Monte Silberhorn       | 3300 metros |
| Malte Brun             | 3199 metros |
| Monte Hicks            | 3198 metros |
| Pico Torres            | 3165 metros |
| Monte Sefton           | 3157 metros |
| Monte Haast            | 3138 metros |
| Monte Elie de Beaumont | 3117 metros |
| Douglas Peak           | 3085 metros |
| Monte La Perouse       | 3081 metros |
| Haidinger              | 3066 metros |
| Monte Aspiring         | 3055 metros |
| Monte Magellan         | 3049 metros |
| Minarets               | 3048 metros |
| Monte Dixon            | 3004 metros |

### Parques naturales
Una gran parte de la cordillera está protegida al estar integrada en diversos parques nacionales, como parque nacional Westland, Parque Nacional Aoraki/Mount Cook, parque nacional del Monte Aspiring o parque nacional de Fiordland, los cuales forman el área protegida Te Wahipounamu (Suroeste de Nueva Zelanda), declarada en 1990 Patrimonio de la Humanidad por la Unesco.

## Clima
Los Alpes Neozelandeses dividen también climatológicamente la Isla del Sur. Debido a su altitud y su proximidad a la costa, interceptan los vientos del oeste procedentes del mar de Tasmania cargados de humedad. Al encontrarse con el obstáculo que constituye la cordillera, son forzados a elevarse rápidamente, por lo que descargan la humedad en forma de lluvia en las zonas de menos altitud, lo que hace que la costa oeste de la Isla del Sur de Nueva Zelanda sea una de las más lluviosas del mundo, llegando en algunos sitios a 15 000 mm anuales y a la creación de un frondoso bosque tropical (rain forest), que, sin embargo, no está en una zona tropical. En vez de lluvia, las montañas reciben abundantes precipitaciones de nieve, que alimentan los abundantes glaciares con que cuenta la cordillera. Ya perdida su humedad, el viento llega a las llanuras de Canterbury y Otago en su camino hacia el océano Pacífico. De esta forma, la parte oriental de la Isla del Sur es una de las más soleadas de Nueva Zelanda.

### Glaciares
En la actualidad, existen en la cordillera numerosos glaciares. En el pasado, la actividad glaciar fue muchísimo mayor, lo que produjo numerosos fiordos en la costa occidental de la isla (Fiordland National Park) y profundos valles y grandes lagos, como el Makatipu, el Manapouri y el Te Anau.
Los Alpes del Sur de Nueva Zelanda contienen más de 3000 glaciares de más de una hectárea, siendo el glaciar Tasman el más largo con 23,5 kilómetros. Estos glaciares se concentran principalmente en el área de Aoraki/Mt Cook, incluidos los glaciares Murchison, Mueller, Hooker y Godley al este de la divisoria principal, y los glaciares Fox y Franz Josef al oeste.
Los glaciares Fox y Franz Josef se encuentran entre los glaciares más accesibles y visitados de Nueva Zelanda. Estos glaciares marítimos templados se extienden muy por debajo de la línea de nieve, con la cara terminal de Franz Josef a 500 metros sobre el nivel del mar y el glaciar Fox terminando a 250 metros. Ambos glaciares son conocidos por su espectacular descenso a través de exuberantes bosques tropicales, creando una vista única e imponente.
Sin embargo, como muchos glaciares en todo el mundo, los de los Alpes del Sur están experimentando un retroceso significativo debido al cambio climático. Un estudio dirigido por la Universidad de Leeds descubrió que los Alpes del Sur han perdido más masa de hielo desde la época preindustrial de la que queda en la actualidad, y que la tasa de pérdida de hielo se ha duplicado desde el pico de la Pequeña Edad del Hielo Este rápido retroceso ha provocado la formación de numerosos lagos glaciares detrás de nuevas morrenas terminales desde la década de 1980.
El retroceso de estos glaciares tiene importantes implicaciones para los ecosistemas locales, los recursos hídricos y el aumento del nivel del mar. El derretimiento de los glaciares de montaña y de los mantos de hielo representa actualmente el 25% del aumento global del nivel del mar, por lo que el seguimiento y el estudio de estos glaciares son cruciales para comprender y mitigar los efectos del cambio climático.
A pesar de la tendencia general al retroceso, algunos glaciares, como el Fox y el Franz Josef, han mostrado avances periódicos, en particular durante la década de 1990. Sin embargo, estos avances se consideran menores en comparación con el retroceso general del siglo XX, ya que ambos glaciares son ahora más de 2,5 kilómetros más cortos que hace un siglo.
Los glaciares de los Alpes del Sur no solo dan forma al paisaje físico, sino que también desempeñan un papel importante en la industria turística de Nueva Zelanda. Los visitantes pueden experimentar estas maravillas naturales a través de caminatas guiadas sobre el hielo, caminatas en helicóptero y vuelos panorámicos, que ofrecen perspectivas únicas de estos antiguos ríos de hielo.
En conclusión, los glaciares de los Alpes del Sur de Nueva Zelanda son un testimonio de la naturaleza dinámica del clima y la geología de nuestro planeta. A medida que estos gigantes de hielo continúan evolucionando en respuesta a las condiciones ambientales cambiantes, siguen siendo un área crucial de estudio para los científicos y una fuente de asombro para los visitantes de todo el mundo.

### Vientos
A causa de su orientación, perpendicular a los vientos predominantemente del oeste, existen excelentes condiciones con corrientes ascendentes de aire para el vuelo de planeadores. A causa de ello, la ciudad de Omarama, situada a sotavento de las montañas, se ha ganado una reputación internacional por sus condiciones para el planeo.

## Geología
Los Alpes del Sur se sitúan a lo largo de un borde de placas geológicas, que forma parte del Cinturón de fuego del Pacífico, con la Placa del Pacífico al sureste empujando hacia el oeste y colisionando con la Placa indoaustraliana, que se mueve hacia el norte, al noroeste. En los últimos 45 millones de años, la colisión ha empujado hacia arriba un espesor de 20 km de rocas en la Placa del Pacífico para formar los Alpes, aunque gran parte de esto ha sido erosionado. El levantamiento ha sido más rápido durante los últimos 5 millones de años, y las montañas siguen elevándose hoy en día por la presión tectónica, provocando terremotos en la Falla Alpina y otras fallas cercanas. A pesar de la considerable elevación, la mayor parte del movimiento relativo a lo largo de la Falla Alpina es transversal, no vertical. Sin embargo, se produce un importante deslizamiento de buzamiento en el límite de placas al norte y al este de la Isla Norte, en la Fosa de Hikurangi y la Fosa de Kermadec. La transferencia del movimiento de deslizamiento de golpe en la Falla Alpina al movimiento de deslizamiento de buzamiento en estas zonas de subducción al norte crea el sistema de fallas de Marlborough, que ha dado lugar a un levantamiento significativo en la región.
En 2017, un gran equipo internacional de científicos informó de que había descubierto bajo Whataroa, un pequeño municipio en la Falla Alpina, una actividad hidrotermal "extrema" que "podría ser comercialmente muy significativa".

### Geología de la zona de falla
La zona de falla está expuesta en numerosos lugares a lo largo de la Costa Oeste, y suele consistir en una zona de gubias de falla de 10-50 m de ancho con una alteración hidrotermal generalizada. La mayor parte del movimiento a lo largo de la falla se produce en esta zona. En el afloramiento, la zona de falla está superpuesta por milonitas que se formaron en profundidad y han sido levantadas por la falla.

### Terremotos
No se han producido grandes terremotos históricos en la Falla de los Alpes. Por ello, a mediados del siglo XX se especuló con que la Falla de los Alpes se arrastra sin producir grandes terremotos. Sin embargo, en la actualidad se deduce, por múltiples líneas de evidencia, que la Falla de los Alpes se rompe, creando grandes terremotos aproximadamente cada varios cientos de años.

## Flora
Las montañas son ricas en flora, ya que alrededor del 25% de las especies vegetales del país se encuentran por encima del límite arbóreo en hábitats de plantas alpinas y pastizales con bosques de hayas de montaña a menor altitud (de la vertiente oriental, pero no en Westland). Las frías laderas azotadas por el viento por encima del límite arbóreo están cubiertas de zonas de fellfield. Al este, los Alpes descienden hasta los pastizales de matas de Canterbury-Otago. Las plantas adaptadas a las condiciones alpinas incluyen arbustos leñosos como Hebe, Dracophyllum, y Coprosma, la conífera snow totara (Podocarpus nivalis) y pastos de juncia Carex. 

## Fauna
La fauna de las montañas incluye al endémico reyezuelo neozelandés (Xenicus gilviventris). También hay una serie de insectos endémicos adaptados a estas grandes altitudes, como moscas, polillas, escarabajos, abejas y el ortóptero Hemideina maori, que puede congelarse durante el invierno para sobrevivir a las condiciones alpinas. Los hayedos de las zonas más bajas son un hábitat importante para varias aves, como el kiwi moteado (Apteryx haastii), el kākā (Nestor meridionalis meridionalis) de la isla Sur y el kākāriki de frente naranja (Cyanoramphus malherbi). El kea puede encontrarse en las estribaciones boscosas, así como en elevaciones más altas y frías. Es el único loro alpino del mundo y antiguamente se cazaba como plaga.